# Senol Hasanoski
Senol Hasanoski (* 3. März 2005) ist ein österreichischer Fußballspieler.

## Karriere

### Verein
Hasanoski begann seine Karriere beim SK Rapid Wien. Bei Rapid durchlief er ab der Saison 2019/20 auch sämtliche Altersstufen in der Akademie. Im Februar 2023 stand er gegen den Floridsdorfer AC erstmals im Kader der Zweitmannschaft von Rapid, für die er aber nie zum Einsatz kam.
Zur Saison 2023/24 wechselte Hasanoski zu den Amateuren des Floridsdorfer AC. Für diese absolvierte er insgesamt 47 Partien in der fünftklassigen 2. Landesliga, ehe er mit dem Team 2025 in die Wiener Stadtliga aufstieg. Zur Saison 2025/26 rückte er in den Profikader der Wiener. Sein Profidebüt gab er anschließend im Juli 2025 im ÖFB-Cup gegen den SR Donaufeld Wien. Sein Debüt in der 2. Liga folgte im August 2025, als er am zweiten Spieltag jener Saison gegen die Kapfenberger SV in der 81. Minute für Moritz Neumann eingewechselt wurde.

### Nationalmannschaft
Hasanoski spielte zwischen September und Oktober 2021 viermal im österreichischen U-17-Team.